# Too Many Burglars (film 1920)
Too Many Burglars è un cortometraggio muto del 1920 diretto da Eddie Lyons e Lee Moran.

## Produzione
Il film fu prodotto dall'Universal Film Manufacturing Company (come Star Comedies).

## Distribuzione
Distribuito dall'Universal Film Manufacturing Company, il film - un cortometraggio di una bobina - uscì nelle sale cinematografiche USA il 17 maggio 1920.